# 圣乔治区 (法属圭亚那)
圣乔治区（法語：arrondissement de Saint-Georges）是法国海外省法属圭亚那所辖的一个区，首府為聖喬治。该区总面积25,560平方千米，总人口7,307，人口密度0.29人/平方公里（2020年）。该区原屬於卡宴区，於2022年另立為現今的聖喬治區。

## 設立

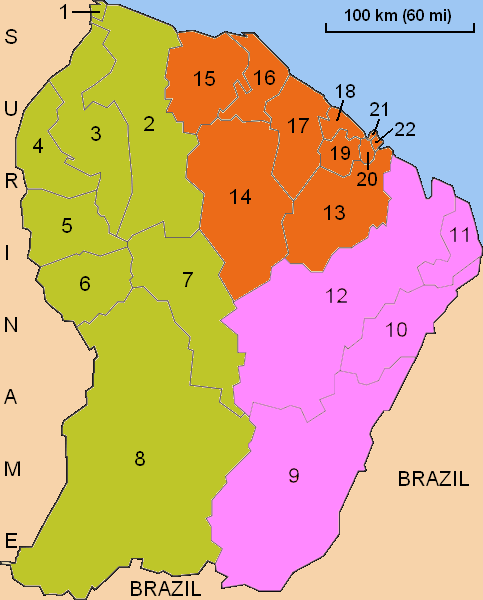
粉色區域為聖喬治區，其與橘色區域(今開雲區)皆屬2022年改制前的舊開雲區。

2022年10月26日，法國政府將原屬開雲區的聖喬治、卡莫皮、瓦納里、雷日納共四個市鎮另立為聖喬治區，成為法屬圭亞那的第三個區，也使得開雲區下轄的市鎮由原先的14個減為10個。

## 辖区
圣乔治区辖有4个市镇，其分別為:
- 聖喬治(副省會)
- 卡莫皮
- 瓦納里
- 雷日納